# Сигаретный фильтр

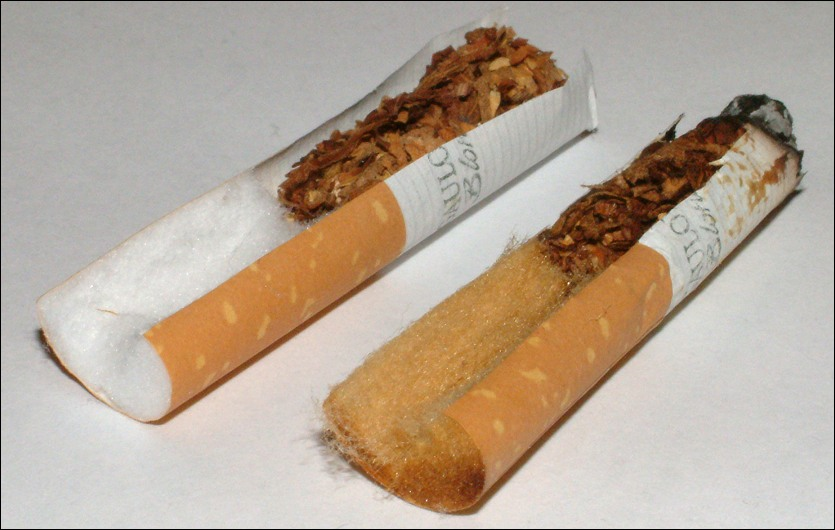
Сигаретный фильтр до и после использования.

Фильтр сигаретный — часть многих сигарет, цилиндр из ацетатного волокна, обёрнутый в бумагу. Крепится к сигаретному штрангу с помощью ободка.
Фильтр рекламируется как предназначенный для снижения количества смол и никотина во вдыхаемом дыме сигареты. Считается, что эффективность фильтрации сигаретного дыма зависит от длины фильтра, диаметра нитей, дополнительных составов. В качестве добавки производители могут использовать активированный уголь.
Были изобретены в 1925, широко распространены с 1954 года. Их распространению способствовала деятельность маркетологов, направленная на курильщиков, которые опасались за своё здоровье из-за опубликованных в 1950-х годах исследований о связи табакокурения и рака лёгких. Табачные производители намеренно отрицали результаты исследований, заявляли об использовании якобы более безопасных сортов табака и фильтров для защиты потребителей. Сигареты с фильтром, которые раньше воспринимались исключительно как женские, начали пользоваться популярностью и у мужчин. Новый запрос рынка был выгоден для производителей, которые экономили на количестве табака в сигаретах.
Имеется научное наблюдение, связывающее появление сигаретных фильтров в 1950-х с последовавшим через 20 лет увеличением распространенности рака «аденокарцинома легкого». Это связывают с тем, что фильтры удаляют из дыма лишь самые крупные частицы, но переход на сигареты с фильтром часто сопровождается увеличением числа выкуриваемых сигарет и более глубокими затяжками, что увеличивает число мелких частиц, оседающих в самых тонких воздушных путях в лёгких.

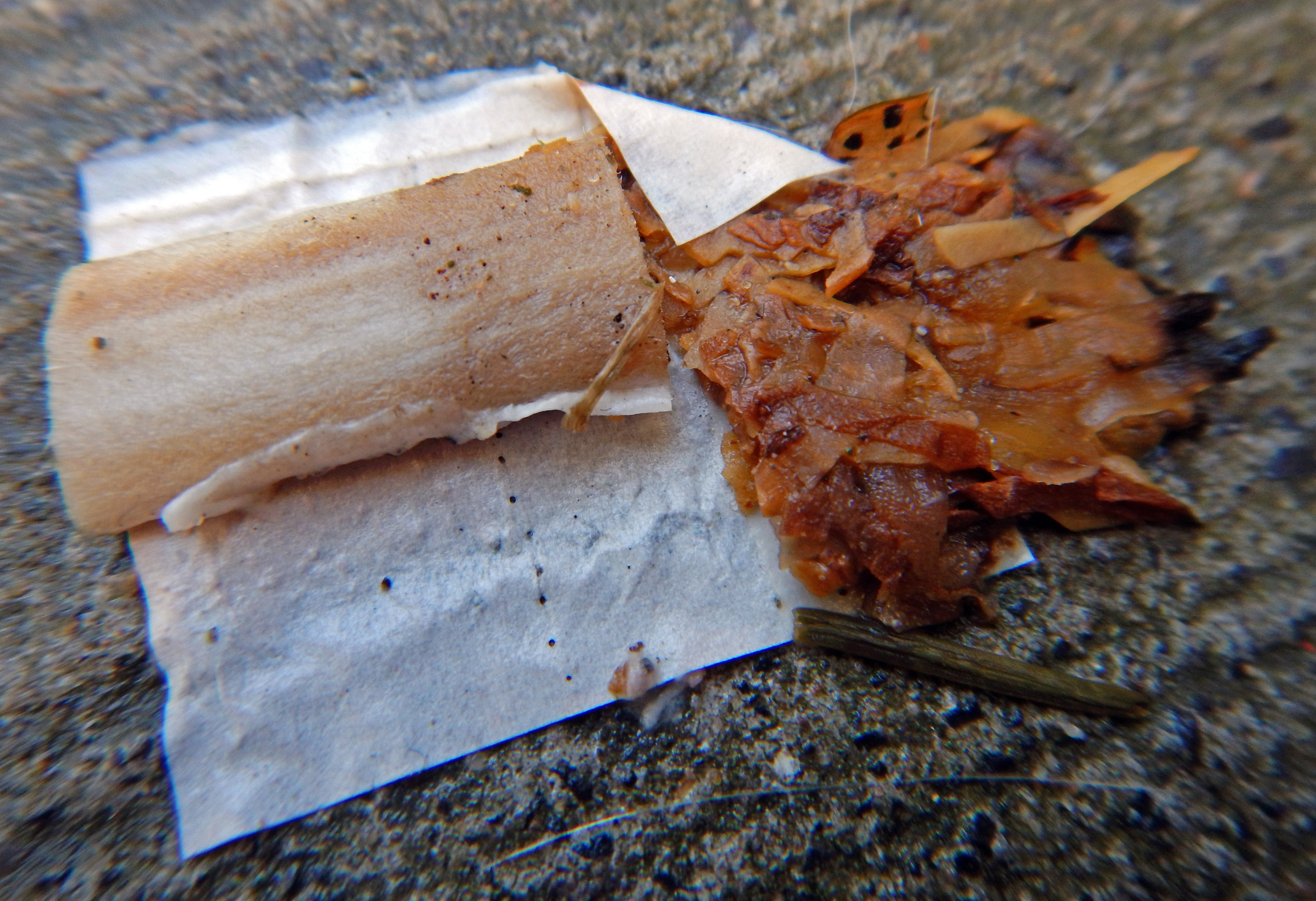
Неравномерная окраска использованного фильтра «лёгких» сигарет

На бумаге, покрывающей фильтр «лёгких» или «суперлёгких» сигарет, присутствует кольцо маленьких дырочек, через которые во время затяжки проходит воздух и смешивается с табачным дымом. Так же некоторые производители делают фильтры сладкими, покрывая глюкозой волокна фильтра. Во многих современных сигаретах фильтр оснащён "кнопкой", чтобы её активировать, нужно сдавить фильтр на месте кнопки пальцами, капсула с жидким ароматизатором внутри фильтра раздавливается, и вкус сигареты меняется на ментоловый или фруктовый. Сама капсула в фильтре выглядит как очень маленький желатиновый шарик с жидкостью внутри. Не стоит вскрывать фильтр и давить капсулу, вытащенную из фильтра, содержимое капсулы может вызывать отравление при попадании в ЖКТ. Также, курение сигарет с "кнопкой" увеличивает вред от курения, поскольку некоторые её летучие компоненты токсичны, а приятный вкус от использования кнопки, сопоставимый со вкусом электронных сигарет, способствует увеличению потребления их, что приводит к негативным последствиям быстрее.

## Загрязнение среды
Большинство сигаретных фильтров изготовлены из ацетилцеллюлозы и содержат тысячи полимерных волокон, которые не разрушаются в природе, однако имеют низкую токсичность. Окурок — один из самых частых видов мусора.
В 2006 году группа International Coastal Cleanup сообщила, что сигареты и сигаретные фильтры составляли около четверти всего мусора, собранного на побережьях, что в два раза больше чем для других видов мусора.